# Ralph Copeland
Ralph Copeland (Moorside Farm, kod Woodplumptona, Lancashire, Engleska, 3. rujna 1837. – 27. listopada 1905.), engleski astronom i treći kraljevski astronom za Škotsku.

## Životopis
Rođen je u Moorside Farmu u Lancashireu u Engleskoj. Pohađao je školu Kirkham Grammar. Pet je godina proveo u Australiji gdje je razvio zanimanje za astronomiju. Vratio se 1858. radi ostvarenja karijere u građevinarstvu.
Željan udovoljiti svojem zanimanju za astronomiju, sagradio je malu zvjezdarnicu, prekinuo posao u građevinarstvu te otputovao u Njemačku studirati astronomiju na Sveučilište Georga Augusta u Göttingenu. Kad se vratio u Englesku kao patron lorda Rossea, Copeland je sa sobom donio njemačke astronomske metode. Poslije je postavio mnoge njemačke astronome kao pomoćnike, poput Oswalda Lochsea.

## Počasti
U čast Copelandu planinski vrh Mount Copeland u gorju Monashee, sjeverozapadno od Revelstokea u Britanskoj Kolumbiji u Kanadi nazvan je po njemu 1939., kao i Copelandov greben (čiji je vrh Mount Copeland) i obližnji potok (Copeland Creek).  Mount Copeland mjesto je rekordnog pada snijega u jednoj sezoni u Kanadi (1. srpnja 1971. – 30. lipnja 1972.).